# Keppel Corporation
Tập đoàn Keppel bao gồm Keppel Offshore & Marine, Keppel Integrated Engineering, Keppel Energy, Keppel Telecommunications & Transportation (Keppel T&T) và Keppel Land, trong số các công ty khác.
Keppel Offshore & Marine là công ty dẫn đầu trong thiết kế, xây dựng và sửa chữa giàn khoan ngoài khơi, sửa chữa và chuyển đổi tàu, chuyên môn hóa đóng tàu.
Keppel Integrated Engineering, nhà cung cấp dịch vụ giải pháp và kỹ thuật về môi trường, cung cấp công nghệ nhiệt và nước cho các khách hàng công nghiệp và đô thị. Keppel Energy theo dõi về việc phát triển, sở hữu và vận hành các nhà máy điện tại Singapore, châu Á và châu Mỹ La-tinh. Keppel T&T là nhà cung cấp dịch vụ ở Đông Nam Á và châu Âu với những doanh nghiệp trong ngành hậu cần và trung tâm dữ liệu với sự vận hành trải dài khắp 12 quốc gia.
Keppel Land là công ty phát triển với một danh mục đầu tư về phát triển dân cư, thị trấn tích hợp và tài sản thương mại cấp đầu tư.